# Kronična limfocitna levkemija
Kronična limfocitna levkemija (KLL) je rakava klonska bolezen v celično vrsto B usmerjene limfocitne celice. Gre za počasneje potekajočo bolezensko proliferacijo relativno zrelih, a nefunkcionalnih limfocitov v krvi, bezgavkah, vranici in kostnem mozgu. Prizadene zlasti starejše ljudi in pogosto povzroča vročino, hujšanje ali sekundarne okužbe, preživetje pa je od 15 do 20 let.

## Epidemiologija
KLL je najpogostejša vrsta levkemije pri odraslih. V zahodnem svetu predstavlja med 30 in 40 % vseh levkemij. Pogosteje se pojavlja pri moških kot pri ženskah. Po zadnjih podatkih Registra raka so v Sloveniji v letu 2010 diagnozo KLL postavili približno 100 novim bolnikom. Pri nekom, ki se rodi danes, je tveganje, da bo nekoč zbolel za KLL, 0,5-odstotno. Srednja starost bolnika pri postavitvi diagnoze je 72 let. Pojavnost bolezni s starostjo narašča; v splošni populaciji znaša 2–4 obolele na 100.000 prebivalcev, medtem ko je pri starosti nad 70 let 20 obolelih na 100.000 prebivalcev. Bolezen je redka pri bolnikih, mlajših od 50 let. Pri moških je skoraj dve tretjini bolnikov ob diagnozi starih 50−74 let, večina ostalih je še starejših. Pri ženskah je delež starejših bolnic še večji, približno polovica bolnic je ob diagnozi starih 50–74 let, polovica pa 75 in več.

## Znaki in simptomi
Številni bolniki ob postavitvi diagnoze nimajo kliničnih težav. Med simptomi so najpogostejši utrujenost, upad telesnih sposobnosti, nepojasnjena povečana telesna temperatura, nočno potenje, nepojasnjeno hujšanje in zmanjšanje teka – gre za skupek značilnih simptomov, ki jih imenujejo tudi simptomi B. Redkejše so bakterijske in virusne okužbe, klinična slika hemolitične anemije in imunske trombocitopenije. Na koži se opazi bledica in/ali rumenica (v primeru pridružene hemolitične anemije), včasih tudi podkožne krvavitve. Na dostopnih mestih lahko zatipamo povečane bezgavke, jetra in vranico.

## Klinično stopnjevanje KLL
Za klinično stopnjevanje KLL oziroma razširjenost bolezni se uporabljata stopnjevanji po Raiju in Binetu. Obe razvrstitvi vključujeta tri glavne podskupine s pričakovanim kliničnim potekom bolezni (stopnjevanje po Raiju je prvotno zajemalo pet stopenj, vendar novejša razvrstitev obsega le tri). Obe razvrstitvi sta enostavni in temeljita na kliničnem pregledu in enostavnih laboratorijskih kazalcih.
Stopnjevanje po Raiju (petstopenjsko)
- Stopnja 0: prisotnost absolutne limfocitoze (> 15,000/mm3) brez adenopatije, hepatosplenomegalije, slabokrvnosti (anemije) ali trombocitopenije.
- Stopnja I: prisotnost absolutne limfocitoze in limfadenopatije, brez hepatosplenomegalije, slabokrvnosti ali trombocitopenije.
- Stopnja II: prisotnost absolutne limfocitoze ter bodisi hepatomegalije ali splenomegalije (z limfadenopatijo ali brez nje).
- Stopnja III: prisotnost absolutne limfocitoze in slabokrvnosti (hemoglobin < 11 g/dL) (ne glede na limfadenopatijo, hepatomegalijo ali splenomegalijo).
- Stopnja IV: prisotnost absolutne limfocitoze in slabokrvnosti in trombocitopenije (< 100,000/mm3) (ne glede na limfadenopatijo, hepatomegalijo, splenomegalijo ali slabokrvnost).

Modificirano stopnjevanje po Raiju (tristopenjsko)
- Nizko tveganje: prisotnost limfocitoze (stopnja 0 po petstopnejskem stopnjevanju).
- Srednje tveganje': prisotnost limfocitoze, povečanih bezgavk kjerkoli v telesu (ni nujno, da so tipljive) ter splenomegalije ali hepatomegalije (stopnji I in II po petstopenjem stopnjevanju).
- Visoko tveganje: prisotnost slabokrvnosti (hemoglobin < 11 g/dL – stopnja III po petstopenjskem stopnjevanju) ali trombocitopenije (število trombocitov <100 × 109/L – stopnja IV po petstopenjskem stopnjevanju).

Razvrstitev po Binetu
- Stopnja A: slabokrvnost in trombocitopenija nista prisotni, prizadeta so manj kot tri območja bezgavk (po Raiju 0, I in II v petstopenjski razvrstitvi).
- Stopnja B: slabokrvnost in trombocitopenija nista prisotni, prizadeta so tri ali več območja bezgavk (po Raiju I in II v petstopenjski razvrstitvi).
- Stopnja C: prisotnost slabokrvnosti in/ali trombocitopenije, ne glede na število prizadetih območij bezgavk (po Raiju III in IV v petstopenjski razvrstitvi).

## Zdravljenje
Zelo veliko bolnikov ima ob ugotovitvi KLL malo razširjeno bolezen in nima težav ter ne potrebuje zdravljenja. Take bolnike je treba redno spremljati. V primeru napredovanja bolezni in pojava težav se opravijo dodatne citogenetske preiskave za oceno prognoze in izbire najustreznejšega zdravljenja. Izbira zdravljenja je odvisna od starosti bolnika, njegove fizične zmogljivosti, stopnje razširjenosti bolezni, pridruženih kroničnih bolezni ter opredelitve citogenetskih nepravilnosti.
Zdravljenje KLL praviloma koristi bolnikom s srednjim tveganjem (Rai I in II) in z velikim tveganjem (Rai III in IV) oz. tistim, ki so po Binetu razvrščeni v stadij B in C.
Načini zdravljenja KLL so:
- klinično opazovanje oziroma pristop »opazuj in čakaj« – bolnike s KLL, ki nimajo simptomov bolezni, se običajno samo spremlja in preverja, ali bolezen napreduje. Takojšnje dajanje kemoterapije namreč ne podaljša preživetja bolnikov v primerjavi s tistimi bolniki, ki se jih v fazi neaktivne bolezni samo opazuje;
- obsevanje oziroma radioterapija – uporabljajo se ionizirajoči žarki z visoko energijo, ki poškodujejo in uničijo levkemične celice. Uporablja se zlasti, ko ima bolnik znatno prizadete bezgavke, ki mu povzročajo težave, sicer pa še ne potrebuje sistemskega zdravljenja. V poštev pride tudi pri bolnikih z lokalizirano (limfomsko) obliko KLL, ko je prizadeta ena regija, kostni mozeg pa ni prizadet;
- kemoterapija – je oblika zdravljenja, primerna za bolnike s KLL, ki jim bolezen povzroča določene težave (slabšanje anemije in trombocitopenije, masivna splenomegalija, limfadenopatija, limfocitoza, avtoimunski pojavi ...). Na voljo so številna zdravila iz skupine citostatikov, ki se jih lahko uporablja samostojno, najpogosteje pa v kombinaciji več posameznih zdravil;
- biološka zdravila iz skupine monoklonskih protiteles;
- presaditev krvotvornih matičnih celic –  indicirana je pri mlajših bolnikih s hitro potekajočo boleznijo. Uporablja se alogenična presaditev krvotvornih matičnih celic, pri kateri matične celice zbere sorodni ali nesorodni popolnoma skladni darovalec. Omogoča potencialno ozdravitev, je pa pri njej precej velik odstotek smrtnosti zaradi zapletov zdravljenja.

## Prognoza
Celokupno relativno preživetje bolnikov s KLL se počasi povečuje. V 15 letih se je relativno petletno preživetje povečalo za 2 %; bolj pri moških kot pri ženskah. Napovedni dejavnik preživetja je predvsem starost, saj je relativno preživetje starih nad 75 let manjše od preživetja mlajših bolnikov. Najpomembnejši dejavnik, ki vpliva na večje preživetje predvsem starejših bolnikov, je hitro in uspešno simptomatično zdravljenje zapletov, predvsem okužb.